# Bizzariya
Bizzariya, en arabe : بزاريا, est un village du gouvernorat de Naplouse en Palestine, situé à 13 km au nord-ouest de Naplouse, au centre de la Cisjordanie.
Selon le recensement du bureau central palestinien des statistiques, la localité compte une population de 2 794 habitants en 2017.